# Giovanni Battista Braccelli
Giovanni Battista Braccelli (* 1584, Janov – 1609) byl italský malíř a mědirytec pozdního manýrismu.

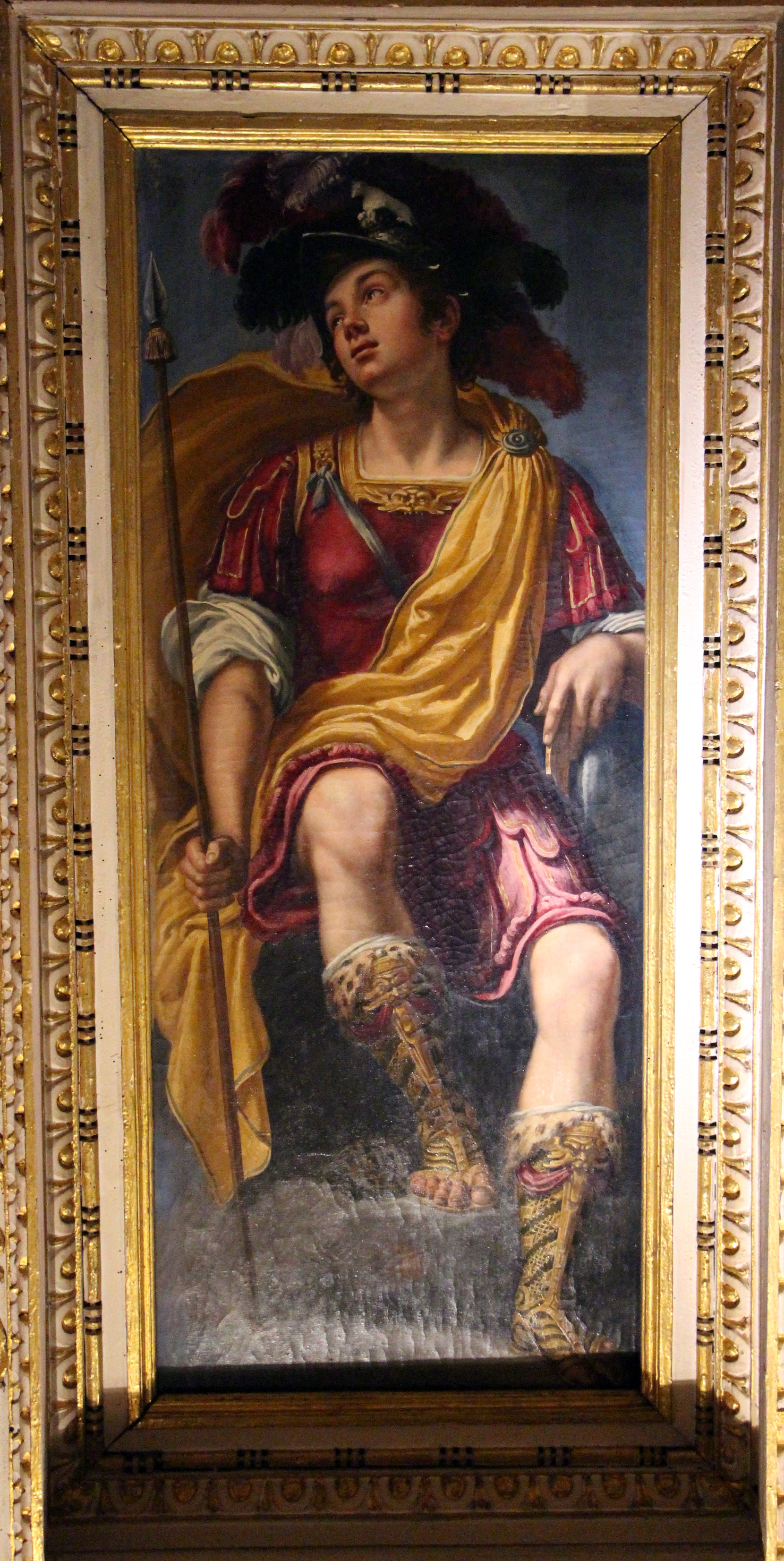
Giovan Battista Bracelli (Il Bigio), Onore, 1616-17

## Život a dílo
Jeho učitelem byl pozdně renesanční italský malíř Giovanni Battista Paggi, který byl předtím krátce žákem a následovníkem Luca Cambiaso.
Braccelli proslul jako autor souboru fantaskních mědirytů, ve kterých skládal figury z nejrůznějších předmětů jako nářadí, řetězů, spirál, kubických tvarů, zbroje, plamenů, hřebenů, šroubů, rámů, skříněk apod. Soubor jeho grafických listů s dedikací donu Pietro Medici vyšel roku 1624 v Livornu pod názvem Bizzarie di varie figure, di Giovanbatista Braccelli, pittore. Soubor je dostupný jako digitální kopie na stránkách Bibliothéque nationale de France.
Podobně zvláštní je Braccelliho akrobatická kaligrafie nahých lidských figur jako písmen v grafickém listu Alfabeto figurato. V nedávné době je jako inspiraci pro logo pořadu využili tvůrci série dokumentů České televize Jak se žije...
Bracelli vydal také sérii grafických listů s dvojicemi postav, které hrají na různé hudební nástroje (Figure Con Instrumenti Musicali E Boscarecci) a dále veduty Říma a antického umění.
Bracelliho práce byly inspirací pro moderní imaginativní umění a kubismus. Soubor fotokoláží s názvem Pocta Braccellimu vytvořil např. Libor Fára.